# Vencedor (álbum de Raiz Coral)
Vencedor é o terceiro álbum de estúdio da banda Raiz Coral, lançado em 2010, de forma independente.
O disco é lançado quatro anos após o anterior e as subsequentes crises de formação. O vocalista e líder Sergio Saas assina a produção musical ao lado de Álisson Melo.
| Críticas profissionais | Críticas profissionais |
| Avaliações da crítica  | Avaliações da crítica  |
| Fonte                  | Avaliação              |
| ---------------------- | ---------------------- |
| Super Gospel           | (favorável)            |

## Faixas
1. "Mais"
2. "Deus é Fiel"
3. "Ambientalização"
4. "Lugar secreto"
5. "Perfume"
6. "Libertador"
7. "Há Poder"
8. "Você Estava ali"
9. "Vencedor"
10. "Eu Ando Com Cristo"
11. "Gana Yesu"
12. "Eu Avistei"
13. "O Cordeiro"
14. "Senhor tu És"
15. "Enquanto Eu Viver"